# Фен Цзиці
Фен Цзиці (29 червня 1999 ) — китайська борчиня вільного стилю, бронзова призерка Олімпійських ігор 2024 року, бронзова призерка чемпіонату світу, дворазова призерка чемпіонатів Азії.

## Спортивні результати на міжнародних змаганнях

### Виступи на Олімпіадах
| Змагання                    | Збірна | Вагова категорія          | Місце  |
| --------------------------- | ------ | ------------------------- | ------ |
| Літні Олімпійські ігри 2024 | Китай  | жіноча боротьба, до 50 кг | Бронза |

### Виступи на Чемпіонатах світу
| Змагання                        | Збірна | Вагова категорія          | Місце  |
| ------------------------------- | ------ | ------------------------- | ------ |
| Чемпіонат світу з боротьби 2022 | КНР    | жіноча боротьба, до 50 кг | 15     |
| Чемпіонат світу з боротьби 2023 | КНР    | жіноча боротьба, до 50 кг | Бронза |

### Виступи на Чемпіонатах Азії
| Змагання                       | Збірна | Вагова категорія          | Місце  |
| ------------------------------ | ------ | ------------------------- | ------ |
| Чемпіонат Азії з боротьби 2023 | КНР    | жіноча боротьба, до 50 кг | Бронза |
| Чемпіонат Азії з боротьби 2024 | КНР    | жіноча боротьба, до 50 кг | Срібло |

### Виступи на інших змаганнях
| Змагання                                               | Збірна | Вагова категорія          | Місце  |
| ------------------------------------------------------ | ------ | ------------------------- | ------ |
| Меморіал Іона Корнеану і Ладислава Сімона 2022         | КНР    | жіноча боротьба, до 50 кг | Срібло |
| Відкритий чемпіонат Загреба з боротьби 2023            | КНР    | жіноча боротьба, до 50 кг | Бронза |
| Турнір Ібрагіма Мустафи 2023                           | КНР    | жіноча боротьба, до 50 кг | Золото |
| Турнір Каба Уулу Кодомкулу та Раатбека Санатбаєва 2023 | КНР    | жіноча боротьба, до 50 кг | Бронза |
| Меморіал Імре Поляка та Яноша Варги 2023               | КНР    | жіноча боротьба, до 50 кг | Срібло |
| Відкритий чемпіонат Загреба з боротьби 2024            | КНР    | жіноча боротьба, до 50 кг | Срібло |
| Меморіал Імре Поляка та Яноша Варги 2024               | КНР    | жіноча боротьба, до 50 кг | Золото |

### Виступи на змаганнях молодших вікових груп
| Змагання                                     | Збірна | Вагова категорія          | Місце  |
| -------------------------------------------- | ------ | ------------------------- | ------ |
| Чемпіонат світу з боротьби серед молоді 2019 | КНР    | жіноча боротьба, до 50 кг | Срібло |